# De muiters van Anker
De muiters van Anker is een stripalbum uit 2011 en het zesentwintigste deel uit de stripreeks Storm, getekend door Romano Molenaar en ingekleurd door Jorg de Vos naar een scenario van Jorg de Vos. Het is het zeventiende deel van de subreeks De kronieken van Pandarve.

## Verhaallijn
Onderweg naar Anker redden Storm, Roodhaar en Nomad een piloot nadat die met zijn luchtschip neerstortte. Ze brengen hem terug naar Anker waar hij gezocht wordt voor muiterij. De muiter wordt opgesloten, maar ontsnapt enige tijd later en neemt daarbij Roodhaar mee als gijzelaar. Storm vertrekt richting een roversnest, terwijl Nomad het volk van Anker voorbereid op een strijd met de rovers. In het roversnest verslaat Storm de leider van de roversbende en bevrijdt Roodhaar. De achterna gekomen Nomad vernietigt het roversnest met alles er in en er aan.